# Porta de Alcalá
A Porta de Alcalá é um monumento situado na Praça da Independência, na Rua de Alcalá, em Madrid, na Espanha. É constituído por duas portas retangulares que ladeiam três arcos. Foi construído em 1778 pelo rei Carlos III para servir como porta de entrada da cidade. O projetista da obra foi Francisco Sabatini e as esculturas nela existentes são de autoria de Roberto Michel e Francisco Gutiérrez.
Os detalhes ornamentais foram esculpidos por Francisco Gutiérrez e Roberto Michel e feitos de pedra branca de Colmenar. Os elementos arquitetônicos são feitos principalmente de granito de Segóvia.
A placa central lê rege carolo iii anno mdcclxxviii.